# مئذنة الشحم
مئذنة الشحم هو حي يقع ضمن دمشق القديمة، سوريا، حيث يتواجد بين حي الشاغور الجواني في الغرب و حي الأمين في الشرق، جنوب حي القيمرية.

## تاريخ
اشتهر الحي بوجود مئذنة، وسميت بمئذنة الشحم نسبة إلى وجود قبة يباع تحتها الشحم. يعود تاريخها إلى العصر المملوكي إلى النصف الثاني من القرن الرابع عشر.
أبرز أبناء الحي: الرئيس شكري القوتلي، الشاعر نزار قباني، صباح قباني، توفيق قباني، جميل الألشي، جميل مردم بك، أحمد السمان، نصرالدين البحرة، سعيد البحرة والكثير من أهم العائلات الدمشقية. كما يحتوي على بيت نظام، أحد أبهى القصور الدمشقية الفاخرة.